# Khirbet es-Samra (Maʿan)
Khirbet es-Samra (arabisch خربة السمرا‎; Khirbat, Chirba = Ruinenstätte) ist ein archäologischer Fundplatz und nach traditioneller Ansicht ein spätrömisches Kleinkastell, dessen Besatzung für Sicherungs- und Überwachungsaufgaben am vorderen Limes Arabiae et Palaestinae in der spätantiken Provinz Arabia zuständig war. Das Baudenkmal befindet sich in der jordanischen Wüste, knapp fünf Kilometer östlich der einst durch die Hedschasbahn erschlossenen Stadt Maʿan im Gouvernement Maʿan. Nach neueren Forschungen könnte die Anlage auch eine antike oder islamische Karawanserei, Teil eines riesigen spätantiken und später frühislamischen Landwirtschaftsbetriebes oder ein umayyadisches Wüstenschloss gewesen sein. Der nordwestliche Abschnitt des Fundareals, bis vor 2003 noch weitgehend intakt, wurde damals durch die fortschreitende landwirtschaftliche Nutzung zerstört. Planierraupen schoben diesen Teilbereich des niemals archäologisch ergrabenen Baudenkmals mit all seinen Funden und Befunden ab. Die fortschreitende Zerstörung wurde von den Mitarbeitern der Aerial Photographic Archive for Archaeology in the Middle East (APAAME) dokumentiert. Dieses luftbildarchäologische Projekt wird durch die Archäologen David Leslie Kennedy und Bob Bewley von der University of Western Australia im australischen Perth betreut.

## Lage
Die Römer kontrollierten an den Außenposten des Reiches Stammesbewegungen insbesondere entlang der wichtigen Migrationsrouten, da den örtlichen Grenzschutzkommandeuren das zyklische Muster des Nomadenlebens bewusst war. Die Nomadenstämme tendierten dazu, den von der Natur vorgegebenen Wegen und Trassen wie insbesondere den Wadis zu folgen, weshalb gerade dort Militärposten entstanden, wobei die fest stationierten Einheiten auch mittels berittener Patrouillendienste Überwachungsarbeit leisteten.
Gemeinsam mit der nur rund 2,50 Kilometer westnordwestlich im rückwärtigen Raum gelegenen Befestigung El-Hammam (Ammatha?) und der ebenfalls nur knapp 1,20 Kilometer nordöstlich errichtete Anlage von El-Mutrab liegt Khirbet es-Samra (arabisch: Khirbat, Chirba = Ruinenstätte) in isolierter Lage auf einem leicht erhöhten Punkt über dem weit ausgreifenden nördlichen Prallhang des großen, von Nordwesten nach Südosten verlaufenden Wadis al-Mahatta. Während Khirbet es-Samra auf rund 1.061 Metern Seehöhe errichtet wurde, befindet sich die am Südrand des nördlicher verlaufenden Wadis Maʿān gelegene Befestigung von El-Mutrab auf rund 1.055 Metern. Die beiden Wadis, an denen Khirbet es-Samra und El-Mutrab liegen, fließen bei El-Hammam, das auf rund 1.097 Metern Seehöhe errichtet wurde, in einem spitzen Winkel zusammen. Alle drei Anlagen, zwischen denen sich eine in der Antike entwickelte, von künstlichen wasserführenden Kanälen und Aquädukten durchzogene landwirtschaftliche Zone befindet, stehen in Sichtkontakt zueinander. Die Fundstätten liegen im westlichen Teil des El-Jafr-Beckens, das während des würmzeitlichen Hauptpluvials im Zentrum von einem riesigen See bedeckt war. Dort, am Rande der südjordanischen Wüstengebiete, herrscht ein kaltes arides Klima. Die klimatischen mittleren Winter-Maxima und -Minima betrugen zu Beginn der 1990er Jahre für Ma'an 13,8 und 2,7 Grad Celsius. Für die Sommermonate ergab sich eine Spanne von 31,9 bis 18,8 Grad Celsius.

## Forschungsgeschichte
Im 19. Jahrhundert wurde gelegentlich von einigen Forschungsreisende über archäologische Überreste in der Gegend um Ma'an berichtet, so 1897 auch durch den Briten John Edward Gray Hill (1839–1914). Unter wissenschaftlichen Gesichtspunkten wurde die Anlage jedoch erstmals 1897 auf einer der Forschungsreisen des österreichischen Althistorikers Alfred von Domaszewski (1856–1927) und des deutsch-amerikanischen Philologen Rudolf Ernst Brünnow (1858–1917) bekannt.
Bei den sehr großflächig gefassten Forschungen des amerikanischen Provinzialrömischen Archäologen Samuel Thomas Parker (1950–2021), der mit einer Mannschaft aus Wissenschaftlern unterschiedlicher Disziplinen von 1980 bis 1989 archäologische Expeditionen zum „Limes Arabicus“ in Jordanien unternahm, war Khirbet es-Samra seltsamerweise nicht dokumentiert worden, ganz im Gegensatz zu den nahe gelegenen Befestigungen von El-Hammam und El-Mutrab.
Der polnische Klassische Archäologe Zbigniew T. Fiema, der seit Jahrzehnten in Jordanien forscht und von 1992 bis 1997 leitender Archäologe der American Schools of Oriental Research in Amman war, unterstrich zwar im September 2000 beim 18. Internationalen Limeskongress in Amman die Bedeutung der Fundplätze von El-Mutrab und El-Hammam als militärische Befestigungen der byzantinischen Zeit, doch ließ auch er die ganz klar mit diesen beiden Befestigungen in Verbindung stehende Anlage von Khirbet es-Samra unerwähnt.
Mit dem britischen Archäologen George MacRae Findlater, der unter anderem in führenden Positionen für das British Institute in Amman arbeitete, kam es während des von ihm geleiteten „Dana Archaeological Surveys“ (DAS) zwischen 1994 und 1996 unter anderem zu einer erneuten Erkundung des Gebietes östlich von Maʿan. Für ihn war es überraschend, wie wenig Aufmerksamkeit die archäologischen Überreste der Region bisher erfahren hatten. Bei seinen Forschungen kamen ihm Zweifel am militärischen Zweck und der Art der Nutzung von El-Hammam, El-Mutrab und Khirbet es-Samra. Aufgrund ihrer sehr ähnlichen Bauart ohne jegliche Wehrtürme, sah er in den drei Anlagen Entsprechungen zu einem Karawanserei-Typus, der teilweise römisch-militärische Strukturen übernahm und mit einem großen zentralen Innenhof ausgestattet war. Dieser Typus, so Findlater 2003, ließe sich in der Architektur des Nahen Ostens sowohl in der antiken als auch in der islamischen Epoche finden. Findlater äußerte weiter, dass El-Hammam, El-Mutrab und Khirbet es-Samra nicht als militärische Bauwerke anzusehen seien, sondern mit ihren Aquädukten und dem aufwendigen Bewässerungssystem zu einem riesigen landwirtschaftlichen Betrieb gehört haben könnten. Nicht in El-Hammam sei die in der Notitia Dignitatum für den Ort Admatha bestätigte Abteilung der Ala Antana dromedariorum zu suchen, sondern wohl in der modernen Stadt Maʿan, die zu seinem Bedauern noch nie richtig archäologisch aufgearbeitet wurde. Mit seinem DAS-Projekt entdeckte er jedoch in den Mauern der islamischen Festung Hajj, die heute das Besucherzentrum von Maʿan bildet, deutlich unterschiedliche bearbeitete Mauerblöcke, die von einem früheren Gebäude stammen könnten. Doch insgesamt gibt diese Feststellung nicht genügend Anhaltspunkte her, um eine römische Garnison in Ma'an zu postulieren. Merkwürdigerweise identifizierte Findlater die von allen anderen Forschern als el-Mutrab bezeichnete Befestigung als Khirbet es-Samra und umgekehrt.
Bereits 1973 hatte jedoch schon der deutsche Biblische Archäologe Volkmar Fritz (1938–2007) nach der von ihm geleiteten Ausgrabung des rückwärtigen Kastells auf dem Tell es-Seba am Limes Palaestina, das ebenfalls keine Wehrtürme besaß, auf Vergleiche mit anderen spätantiken Wehrbauten hingewiesen. Er legte stichhaltige Beweise aus entfernteren Provinzen vor und verwies dabei auf Objekte am Limes Tripolitanus und am Obergermanisch-Raetischen Limes, im Speziellen dort auf den raetischen Burgus Burgsalach.
Im selben Tenor sah auch Parker die rechteckigen Befestigungen, die zwar keine Wehrtürme, aber über einen zentralen Innenhof verfügten. Da El-Hammam und El-Mutrab sehr ähnlich gebaut waren wie Khirbet es-Samra, lassen sich auch auf diese Anlage seine Schlussfolgerungen beziehen, wobei er fest von einer militärischen Nutzung durch den spätantiken Grenzschutz ausging.
Der schottische Luftbildarchäologe und Historiker David L. Kennedy von der University of Western Australia kam 2004 hingegen zu dem Schluss, in den Ruinen von Khirbet es-Samra sowie den nördlicher gelegenen Anlagen von El-Hammam und El-Mutrab entweder Karawansereien oder frühislamische Residenzen  zu sehen. Obwohl sich an allen drei Fundorten auch römische Keramikscherben finden lassen, seien deren Mengen im Vergleich zu den dazu identifizierten islamischen Tonwaren bescheiden. Kennedy glaubte jedoch, dass sich an diesem Ort mit großer Wahrscheinlichkeit auch echte römische Militäranlagen befunden haben beziehungsweise dass sich daneben zwischen diesen drei Anlagen ein kaiserliches Gut befunden haben könnte. Diese älteren Anlagen könnten später frühislamisch überprägt worden sein.

## Baugeschichte
Das nach Findlater 50 × 51 Meter große Bauwerk wurde aus Lagen von fast quadratischen Kalkstein- und Hornsteinblöcken errichtet. Die Umfassungsmauer wurde bei Findlaters Untersuchungen in einer Stärke von rund 1,4 Metern eingemessen und war noch rund einen Meter hoch erhalten. Die Innenwände erreichten eine Stärke von in der Regel 0,70 bis 0,90 Metern. Findlater stellte eine viel zu geringe Zahl an Bruchsteinen rund um die Anlage fest, als dass mit einem fest gemauerten zweiten Stock zu rechnen gewesen wäre. Das ließ ihn vermuten, es bei Khirbet es-Samra mit einem aus Lehmziegeln errichteten Überbau zu tun zu haben. Die rechteckigen Innenräume stellten sich für Findlater als unterschiedlich groß dar, doch konnte er bei den meisten einen Umfang von rund 5 × 3 Metern bestätigen. Zusätzliche Räume bemerkte er in der nordwestlichen, südwestlichen und südöstlichen Innenecke. Der Eingang befindet sich an der Ostfront. Die in den antiken Baukörper an dessen Südflanke mit Baumaschinen geschnittene Schneise ist modernen Ursprungs und hat dort ohne archäologische Beaufsichtigung schwere Schäden angerichtet. Neben diesem unwiederbringlichen Verlust stellte Findlater insbesondere im nordwestlichen Eckbereich noch wesentlich schwerere durchgreifende Schäden fest, die von Planierraupen verursacht worden sind. Wie bei El-Mutrab wurde eine aus Feldsteinen errichtete Mauer festgestellt, die an die Nordwest- und Nordostecke der Fortifikation stieß und zu einem Aquädukt gehört hat.